# Luis Nlavo
Luis Miguel Nlavo Asué (Malabo, 9 de juliol de 2001), conegut com a Luis Nlavo o Luis Asué, és un futbolista ecuatoguineà que juga com a davanter per al Moreirense F. C. de la Primeira Lliga i per a la selecció de Guinea Equatorial.

## Trajectòria
És un jugador format en el Cano Sport del seu país natal fins a 2019, quan va signar pel S. C. Braga. Des de 2019 a 2024 va jugar en els equips sub-19, sub-23 i filial en els quals va marcar 25 gols en 89 partits.
El 30 de gener de 2024 va signar pel Moreirense F. C. portuguès per quatre temporades i mitja.

## Selecció nacional
És internacional per la selecció de futbol de Guinea Equatorial, amb la qual va fer el seu debut el 28 de juliol de 2019 amb tot just 17 anys, en una trobada contra Txad de classificació per al Campionat Africà de Nacions de 2020.
| Debut | 28 de juliol de 2019 | 28 de juliol de 2019 |

| Part. (gols) | 27 (5) | 27 (5) |

| Posició   | Davanter | Davanter |
| Dorsal(s) | 9        | 9        |